# La Celle-Dunoise
La Celle-Dunoise ist eine Gemeinde in Frankreich. Sie gehört zur Region Nouvelle-Aquitaine, zum Département Creuse, zum Arrondissement Guéret und zum Kanton Dun-le-Palestel. Sie grenzt im Nordwesten an Villard und Fresselines, im Norden an Chambon-Sainte-Croix und Chéniers, im Osten an Le Bourg-d’Hem, im Südosten an Anzême, im Süden an Bussière-Dunoise und im Westen an Saint-Sulpice-le-Dunois.

## Geschichte
La Celle-Dunoise ist galloromanischen Ursprungs.

### Bevölkerungsentwicklung
| Jahr      | 1962 | 1968 | 1975 | 1982 | 1990 | 1999 | 2008 | 2018 |
| --------- | ---- | ---- | ---- | ---- | ---- | ---- | ---- | ---- |
| Einwohner | 898  | 880  | 732  | 668  | 589  | 598  | 607  | 542  |

## Sehenswürdigkeiten
- Kirche Saint-Pierre-ès-Liens, ein Monument historique

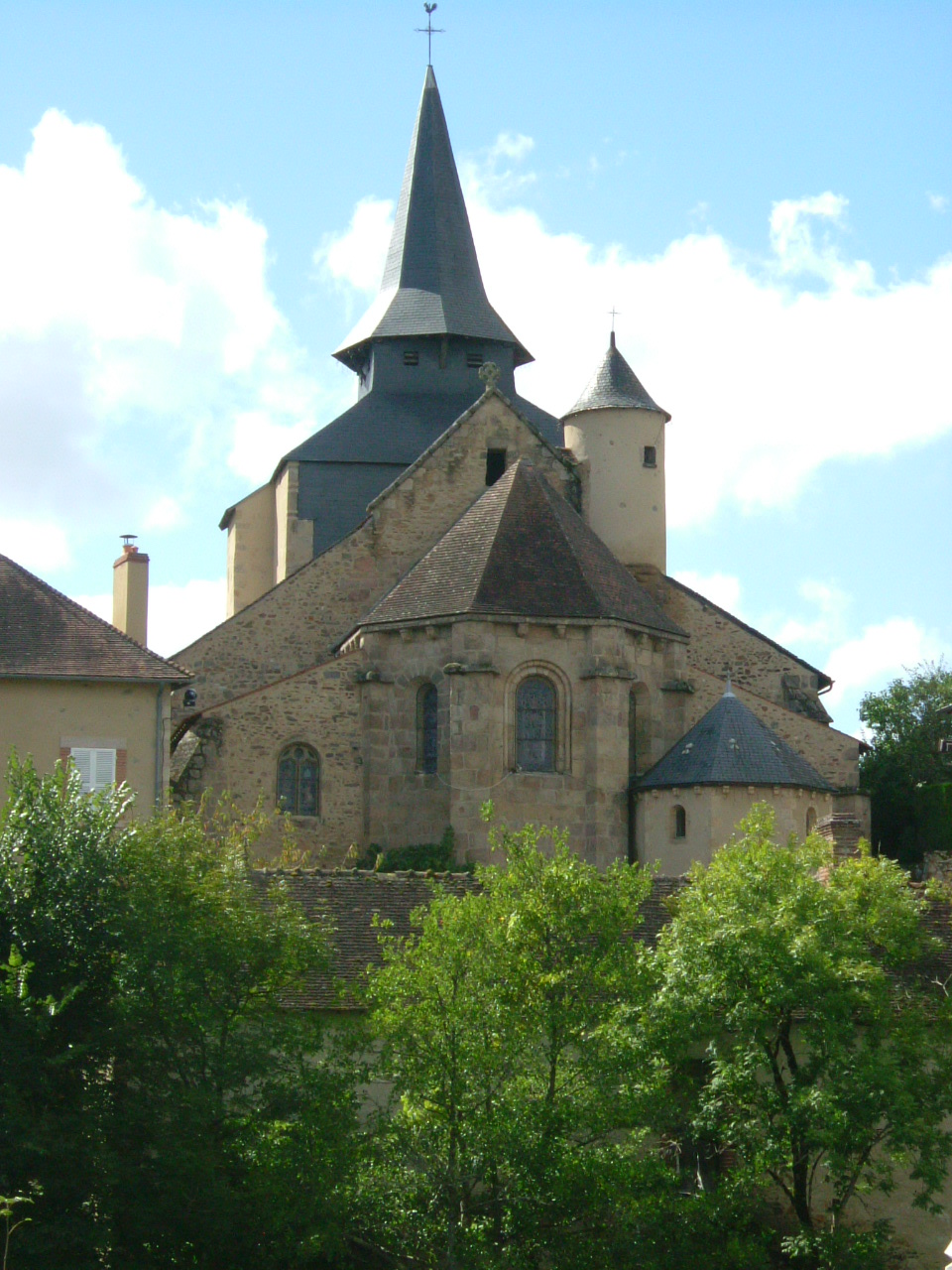
Kirche Saint-Pierre-ès-Liens